# Église Saint-Martin de Bagneux
L'église Saint-Martin de Bagneux est une église située à Bagneux, en France.

## Localisation
L'église est située sur la commune de Bagneux, dans le département de l'Aisne.